# Kuh-e Alburz
Kūh-e Alburz (persisch کوه البرز, DMG Kūh-e Alburz, ‚Berg der hohen Wacht‘) ist ein 3191 m hoher Berg bei Dāy Tschūpān (persisch داى چوپان) in der Provinz Zabul, Afghanistan.